# Mauricio Lima
Mauricio Lima est un photojournaliste et photographe documentaire brésilien, né en 1975 à São Paulo, État de São Paulo au Brésil. 
Il est lauréat de nombreux prix de photojournalisme dont le Prix Pulitzer de la photographie d'actualité et un World Press Photo Award. 

## Biographie
Mauricio Lima a obtenu un diplôme en communication de l'Université pontificale catholique de São Paulo entre 1996 et 2001 et a fait des études de photojournalisme à l'Institut Senac de São Paulo en 1998.
Il a commencé sa carrière comme photographe stagiaire en 1999 pour un journal sportif local à São Paulo, avant d'être engagé par l’Agence France-Presse comme collaborateur contractuel pendant près de onze ans. 
Devenu photographe indépendant au début de 2011, Mauricio Lima est un photographe attitré du quotidien américain The New York Time, avec lequel il devient en 2016, le premier photographe brésilien obtenir le Prix Pulitzer de la photographie d'actualité pour son reportage sur les réfugiés demandeurs d'asile en Europe.
Mauricio Lima vit à Sao Paulo. Il a travaillé en Amérique latine, en Irak et au Moyen-Orient, et en Afghanistan, au Brésil, en Libye, au Portugal, en Ukraine, et plus récemment de Syrie vers la Suède pour accompagner les réfugiés venus du Moyen-Orient .

## Expositions
Liste non exhaustive
Mauricio Lima a montré son travail photographique dans de nombreuses expositions collectives et personnelles au Brésil, France, Italie, Russie, Émirats arabes unis et États-Unis.
- 2006 : « Sept mois en Irak », Festival Visa pour l’Image, Perpignan[6]

## Prix et récompenses
- 2004 : Gabriel García Márquez Award de la Fundación Nuevo Periodismo Iberoamericano[2]
- 2005 : UNICEF Photo of the Year Award, 2nd Prize pour « The aftermath of the war in Iraq »[7]
- 2006 : Prix Bayeux-Calvados des Correspondants de Guerre, 3e prix, pour « Patrouilles et arrestations en riposte aux attentats » - Irak[8]
- 2010 : Time Wire Photographer of the Year pour sa couverture « remarquable » de la guerre en Afghanistan[3],[9]
- 2015 : The Frontline Club Award London[2]
- 2015 : Pictures of the Year Latin America, Nominee[2]
- 2016 : Prix Pulitzer de la photographie d'actualité[2]
- 2016 : World Press Photo Award, Photo Contest, General News, Singles, 1st prize pour son sujet « IS Fighter Treated at Kurdish Hospital »[1]
- 2016 : Overseas Press Club of America[2]
- 2016: Magnum Photography Awards pour son reportage sur la crise des réfugiés[10]
- 2016 : UNICEF Photo of the Year Award, mention honorable[5]